# Dowhe (obwód zakarpacki)
Dowhe (ukr. Довге, ros. Долгое, węg. Dolha) – wieś na Ukrainie, w rejonie irszawskim obwodu zakarpackiego. W 2001 roku liczyła ok. 6,8 tys. mieszkańców.

## Zabytki
- pałac – w 1711 roku za udział w wojnie po stronie Franciszka II Rakoczego posiadłość Dowhe została skonfiskowana przez władze cesarskie i przeniesiona do skarbu państwa. W tym roku, w dowód wdzięczności za aktywną pomoc w stłumieniu rebelii, cesarz Karol VI Habsburg ofiarowuje ziemię László Telekiemu. Rozpoczyna on w 1712 roku[2] budowę pałacu-fortecy, która stała się jego letnią rezydencją. Salon pałacu zbudowany został w latach 1712-1722. Później stanął mur obronny z otworami strzelniczymi i budynki gospodarcze. W 1714 László Teleki umiera i pozostawia córkę – Zuzannę, która poślubiła gubernatora Laszlo Kemeniego. W 1774 roku zakończono budowę wejścia do wieży twierdzy. Pałac nowoczesny wygląd otrzymał w 1798 roku, kiedy zakończono wszystkie prace. W 1928 roku hrabia Teleki oddaje pałac w dzierżawę rycerzom maltańskim, aby uniknąć wywłaszczenia posiadłości przez rząd czechosłowacki. Od 1954 roku w pałacu był szpital gruźliczy. Obecnie kompleks jest w złym stanie.

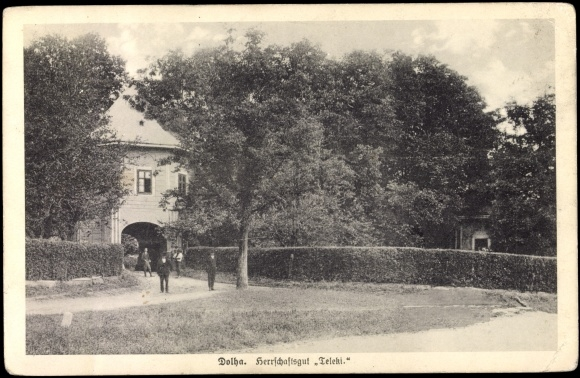
Karta z początku XX wieku
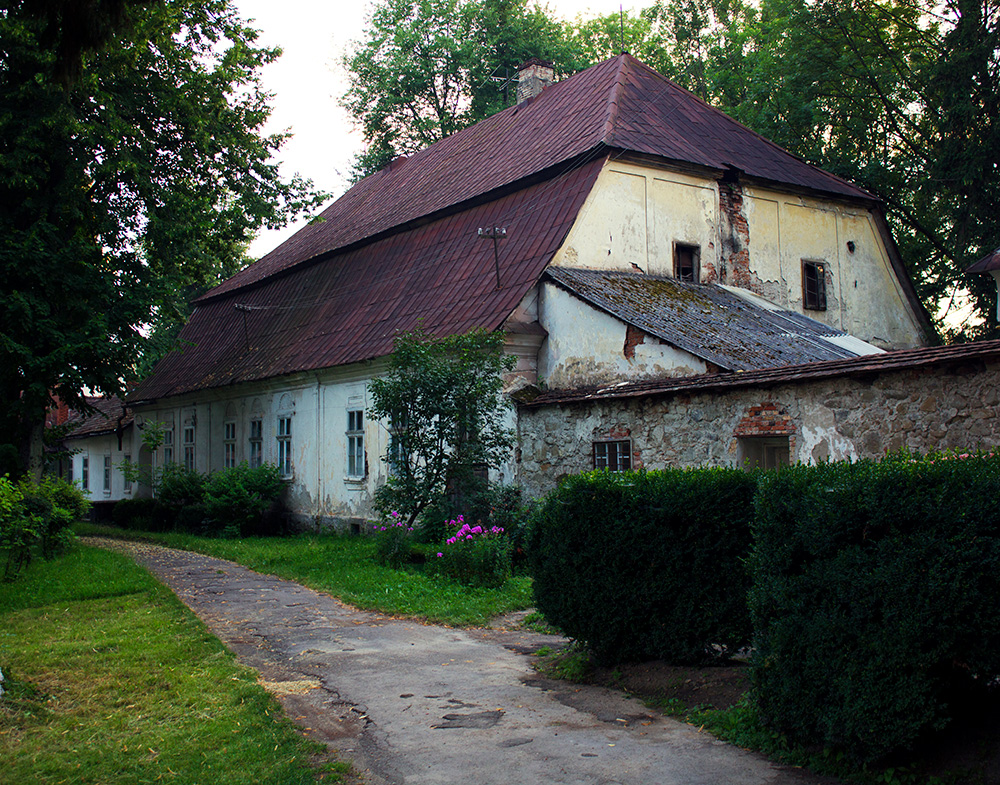
Pałac, widok od dworu
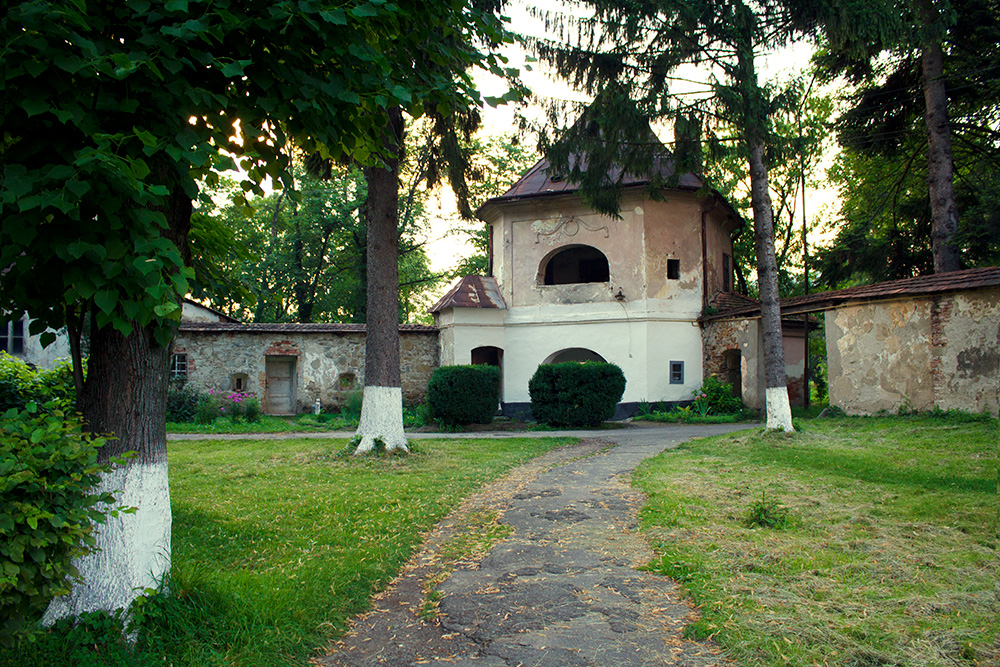
Jedna z wież pałacu
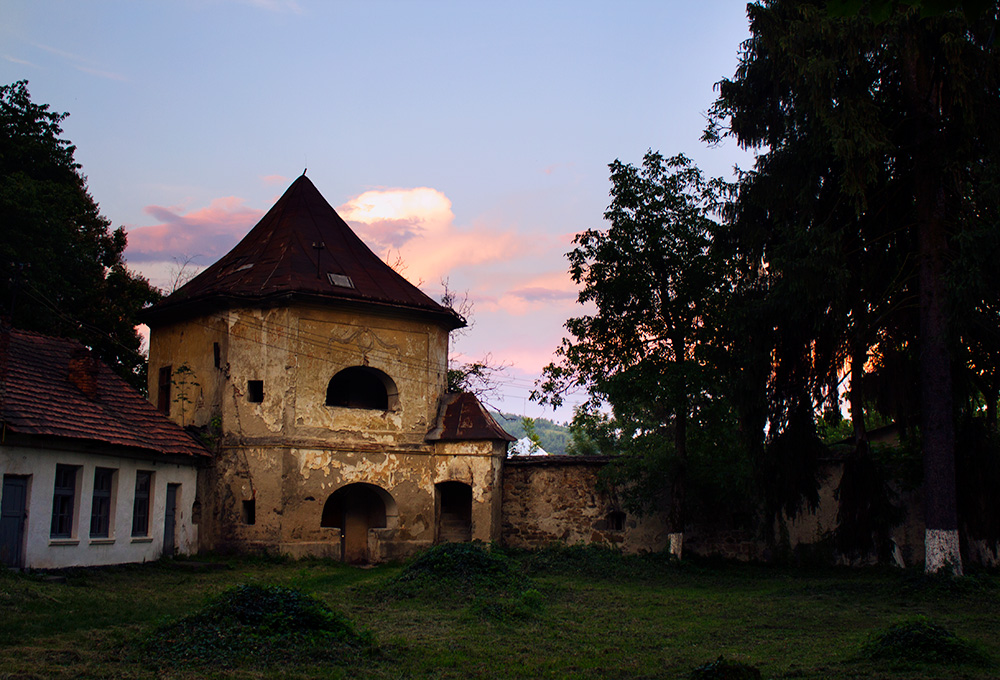
Jedna z wież pałacu
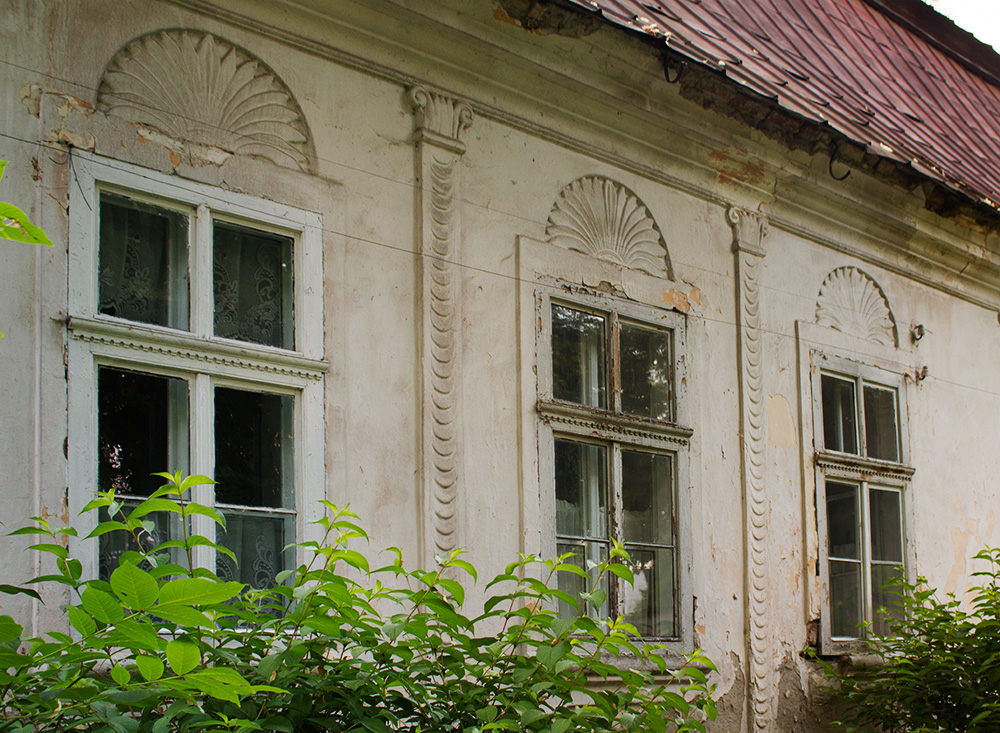
Wystrój fasady pałacu
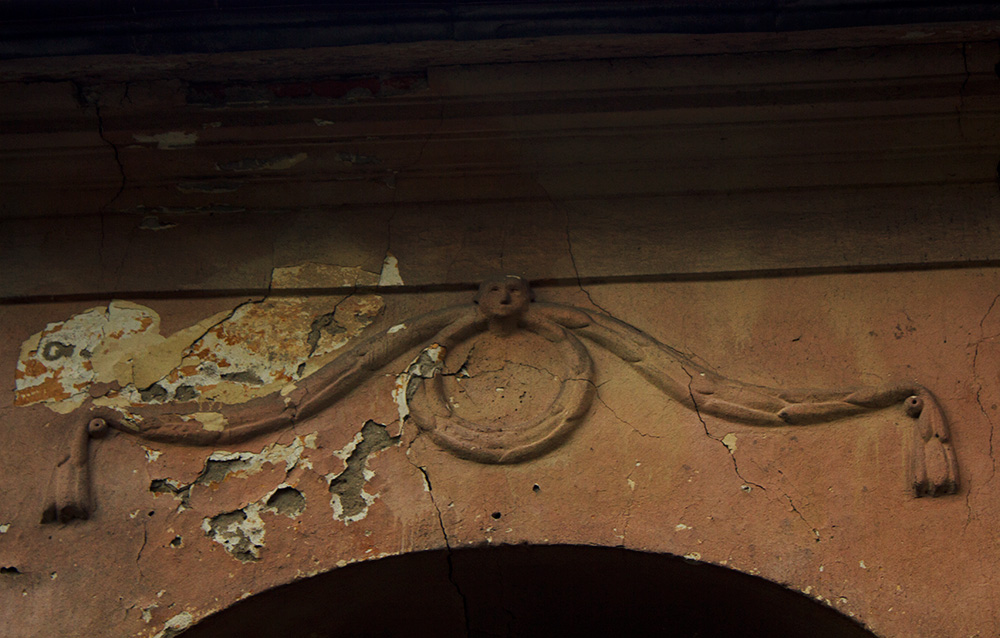
Ornament na jednej z wież pałacu